# Kościół św. Katarzyny w Radzikach Dużych
Kościół świętej Katarzyny – rzymskokatolicki kościół parafialny należący do dekanatu rypińskiego diecezji płockiej.
Jest to świątynia wzniesiona na przełomie XIV i XV wieku. W latach: 1887, 1906 i 1955 r. została całkowicie odrestaurowana. Znajduje się na niewielkim wzniesieniu w centrum miejscowości. Budowla jest murowana i wybudowana z cegły w wątku gotyckim z dodatkiem kamieni polnych umieszczonych na podmurówce. Świątynia jest salowa i zbudowana na planie prostokąta, posiada zakrystię po stronie północnej i kruchtę po stronie południowej. Wnętrze nakrywa płaski strop. Szczyty zostały mocno przebudowane w 1887 roku w stylu neogotyckim.
Ołtarz główny powstał na przełomie XIX i XX wieku. W jego środkowej części znajduje się obraz Matki Boskiej z Dzieciątkiem wykonany na początku XVII wieku. Do wyposażenia świątyni należą również chrzcielnica z 1776 roku, trzy feretrony oraz krucyfiks w stylu gotyckim.

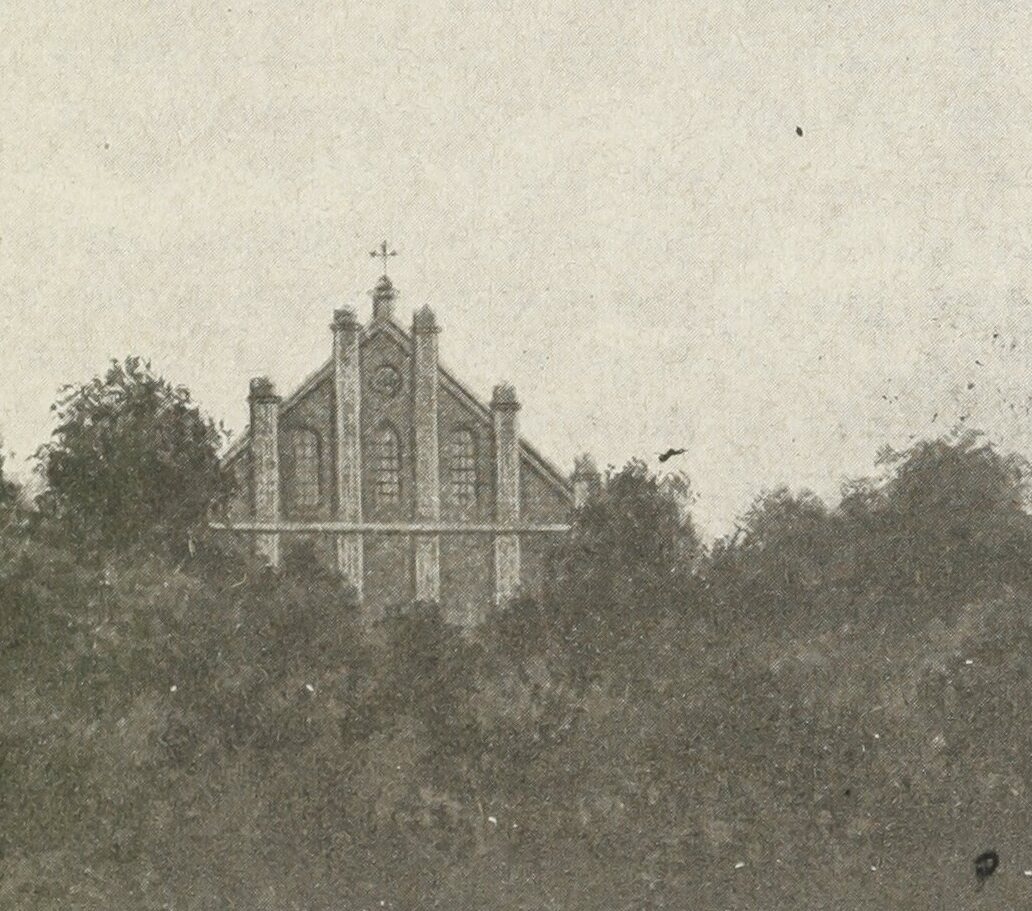
Widok kościoła przed 1909